# Een studie in rood
Een studie in rood (originele titel A Study in Scarlet) is een Britse detectiveroman, geschreven door Arthur Conan Doyle. Het is de eerste van vier romans over het personage Sherlock Holmes. De roman werd voor het eerst gepubliceerd in 1887 in Beeton's Christmas Annual. De titel van het verhaal is afgeleid van een speech die Sherlock Holmes in het boek geeft aan Dr. Watson over de aard van zijn werk.
Conan Doyle schreef de roman op 27-jarige leeftijd. Aanvankelijk droeg het verhaal de titel A Tangled Skein. Het verhaal werd door veel uitgevers geweigerd, maar uiteindelijk uitgegeven door Ward Lock & Co. Het verhaal werd geïllustreerd David Henry Friston.
In 1888 werd het verhaal voor het eerst in boekvorm uitgegeven.

## Verhaal

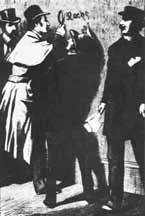
Origine illustratie van Holmes met een vergrootglas, door David Henry Friston

De roman is opgedeeld in twee verhalen.

### Eerste verhaal
Het eerste verhaal, Being a Reprint from the Reminiscences of John Watson, M.D., Late of the Army Medical Department, wordt verteld door Holmes' vriend Dr. Watson. Het verhaal begint als Watson voor zijn dienstplicht naar een regiment in India wordt uitgezonden, waar hij ernstig gewond raakt in de Tweede Anglo-Afghaanse Oorlog. Na ook nog aan buiktyfus te hebben geleden wordt Watson teruggestuurd naar Engeland, waar hij op zoek gaat naar een woonruimte. Via een oude vriend ontmoet hij Sherlock Holmes in 1881, omdat deze net een appartement in Baker Street heeft gevonden, maar de huur niet alleen kan opbrengen. Watson raakt gefascineerd van zijn nieuwe huisgenoot: Holmes lijkt van bepaalde terreinen zeer veel te weten en van andere juist helemaal niets. Ook ontvangt hij regelmatig bezoekers. Holmes onthult dat hij "raadgevend detective" van beroep is. De bezoekers zijn dus cliënten.
Watsons nieuwsgierigheid is gewekt en mag mee naar een nieuwe zaak voor Scotland Yard. Het onderzoek draait om een lijk dat gevonden is in een huis in Brixton, met het woord RACHE (Duits voor "wraak") geschreven in bloed op de muur achter het lijk. Aan de hand hiervan kan Holmes de lengte van de dader bepalen. Ook ligt er een plas bloed op de vloer, terwijl er op het lijk geen wond te bespeuren is. Het slachtoffer is waarschijnlijk vergiftigd en heet volgens gevonden documenten Enoch Drebber. Drebber blijkt in Londen te verblijven met zijn vriend Joseph Stangerson. Holmes weet nog meer eigenschappen van de dader te ontdekken, zoals het feit dat hij per koets naar het huis is gereden. Als hij hoort over een dronkaard die de plaats delict probeerde te betreden, snapt Holmes dat dit de dader was. Deze kwam vermoedelijk voor de trouwring die op het slachtoffer ligt.
Holmes plaatst een advertentie in de krant waarin hij de eigenaar van de ring probeert te achterhalen. Hij krijgt bezoek van een oude dame die beweert de eigenaar van de ring te zijn. Holmes ontdekt al snel dat de vrouw een vermomde man is, maar deze slaagt erin te ontsnappen.
De volgende dag krijgt Holmes bezoek van inspecteur Gregson, een van de politiedetectives aan wie de zaak is toegewezen. Hij beweert dat de zaak is opgelost en de dader gearresteerd in het pension waar Drebber en Stangerson hadden verbleven. Drebber had de dochter van de eigenares lastiggevallen, waarop de broer van het meisje Drebber het huis uit joeg. De jongeman is nu dus gearresteerd. Gregson is echter nauwelijks uitgesproken, of zijn collega inspecteur Lestrade duikt op met het nieuws dat er weer een moord is gepleegd: Stangerson is neergestoken, met opnieuw het woord RACHE erboven geschreven. De man die ze hebben gearresteerd is onschuldig. Tot overmaat van ramp was de kamer van binnenuit op slot gedaan. Beide politiemannen zitten duidelijk op een dood spoor wat hun onderzoek betreft. Bij Stangersons lijk werd echter een doosje met twee pillen gevonden. Holmes test de pillen op een zwerfhond: de ene pil blijkt onschadelijk, de ander dodelijk.
Holmes weet zelf al wie de dader is. Hij doet alsof hij een paar dagen op reis gaat, pakt zijn koffers en vraagt de straatkinderen, de Baker Street Irregulars om een rijtuig te laten komen. Wanneer de koetsier, Jefferson Hope, binnenkomt om Holmes te helpen met zijn bagage, arresteert Holmes hem. Met trots levert hij hem uit aan de politie als de moordenaar van Enoch Drebber en Joseph Stangerson.

### Tweede verhaal

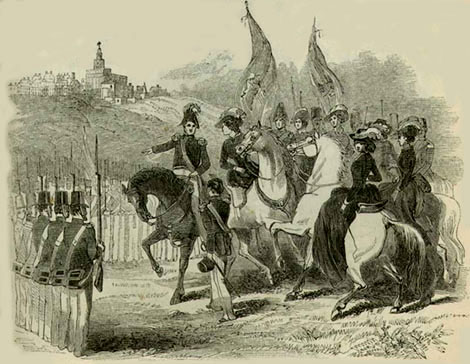
Het Mormoonse Nauvoo Legion

Het tweede verhaal, The Country of the Saints, speelt zich af in de Verenigde Staten, en wordt verteld door een anonieme verteller. Pas in de laatste twee hoofdstukken wordt alles weer vanuit Watsons perspectief verteld. In deze laatste twee hoofdstukken wordt duidelijk wat het verband is tussen beide helften van de roman. In het tweede verhaal staan Mormonen centraal, maar de manier waarop ze worden neergezet komt niet overeen met hoe hun geloof in werkelijkheid is.
Het tweede deel begint in 1847 in Utah, waar een groep pioniers omkomt van de honger en dorst. Alleen de man John Ferrier en de kleine Lucy overleven. Ze worden gered door een groep Mormonen, onder leiding van Brigham Young, maar deze eisen dat Lucy en Ferrier zich tot hun geloof bekeren. Ferrier adopteert Lucy als zijn dochter en krijgt een grote landerij toegewezen bij de stichting van Salt Lake City.
Lucy groeit op en raakt verloofd met Jefferson Hope, die belooft met haar te trouwen als hij terugkomt van een reis van drie maanden. De leiders van de gemeenschap verbieden het huwelijk echter en eisen dat Lucy binnen een maand een Mormoon trouwt: Stangerson of Drebber. Ferrier wil zijn dochter niet met een Mormoon laten trouwen en stuurt een boodschap naar Hope om hulp. Deze arriveert nog net op tijd en smokkelt hen de stad uit. Als Hope onderweg echter op wild gaat jagen, treft hij bij zijn terugkomst de vermoorde Ferrier aan in een graf. Lucy is verdwenen.
Dan gaat de verhaallijn terug naar Watson. Hope vertelt aan Holmes, Watson en de twee inspecteurs zijn hele verhaal, omdat hij vreest niet lang meer te leven, want hij lijdt aan een aneurysma. Na de moord op Ferrier ging Hope terug naar Salt Lake City en ontdekte hij dat Stangerson de moord had gepleegd. Drebber was er ondertussen in geslaagd om met Lucy te trouwen en er was een prijs op Hopes hoofd gezet. Een maand later stierf Lucy van verdriet, waarna Drebber met Ferriers boerderij aan de haal ging. Hope stal Lucy's trouwring en begon door de bergen te zwerven, hij ondernam verschillende pogingen om de twee mannen te doden maar slaagde hier niet in. Hope was volledig uitgeput door voedselgebrek en ontbering. Om op krachten te komen en geld te verzamelen voor zijn plan ging hij naar de mijnen in Nevada. Toen hij vijf jaar later terugkwam bleken Drebber en Stangerson gevlucht.
Hope zette de achtervolging in, maar raakte het spoor bijster in Londen, waar hij koetsier werd. Per toeval ontmoette hij de twee weer terwijl ze wilden uitwijken naar Liverpool, maar de trein misten. Terwijl Stangerson in het hotel bleef volgde Hope Drebber, die naar het pension terugging. Uiteindelijk slaagde hij erin om de dronken Drebber naar het lege huis mee te voeren, waar hij hem dwong een van de twee pillen te nemen. Drebber nam de giftige pil en terwijl hij stierf toonde Hope hem de trouwring. Van opwinding kreeg Hope door zijn aandoening echter een bloedneus. Met het bloed schreef hij RACHE op de muur om de politie op het verkeerde been te zetten. Na zijn vertrek ontdekte hij echter dat hij de ring was vergeten, maar tegen die tijd was het lijk al door de politie ontdekt. Hij liet een vriend de ring terughalen van Holmes. Vervolgens trok hij naar Stangersons hotel, maar deze wist al van de eerste moord en kwam zijn kamer niet meer uit. Hope ging door het raam naar binnen en gaf Stangerson dezelfde keuze tussen twee pillen. Stangerson probeerde echter terug te vechten en werd neergestoken.
Holmes onthult tot slot hoe hij erachter kwam wie hij hebben moest. Via de trouwring kwam hij op het idee om telegrafisch contact op te nemen met de politie in de Verenigde Staten en naar informatie rondom Drebbers huwelijk te vragen. De naam Jefferson Hope kwam bovendrijven, zodat Holmes de straatkinderen kon vragen om een koetsier met deze naam te gaan zoeken. De nacht voor zijn proces sterft Hope in de cel. Gregson en Lestrade krijgen alle eer voor het oplossen van de zaak, tot ergernis van Watson. Holmes weigert de ware toedracht echter te publiceren, waarop Watson besluit dit zelf te doen.

## Inconsequenties
Het verhaal bevat een aantal inconsequenties met latere Sherlock Holmes-verhalen. Zo bevat het boek een korte biografie van Dr. Watson, waarin hij vermeldt dat hij het leger heeft verlaten na gewond te zijn geraakt aan zijn schouder. In andere verhalen is het echter zijn been dat verwond is.
Misschien is dit niet geheel een inconsequentie, maar schreef Conan Doyle dit bewust omdat hij wil aangeven dat Watson ouder wordt.

## Verwijzingen naar andere werken
Doyle verwerkte in zijn verhaal invloeden van Edgar Allan Poes C. Auguste Dupin en Émile Gaboriaus Monsieur Lecoq.

## Bewerkingen
Daar dit het eerste Sherlock Holmes-verhaal is dat ooit is gepubliceerd, was het ook het eerste verhaal dat verfilmd werd. In 1914 gaf Arthur Conan Doyle zijn toestemming voor de stomme film A Study in Scarlet, geproduceerd door G.B. Samuelson. Holmes werd hierin gespeeld door James Bragington, een boekhouder die nog nooit eerder had geacteerd. Hij werd vooral ingehuurd vanwege zijn gelijkenis met Holmes. De film werd niet bewaard en is verloren gegaan.
In 1933 verscheen ook een film getiteld A Study in Scarlet, maar deze bevatte een heel ander verhaal. De producenten hadden alleen de rechten op de titel gekocht, maar niet op het verhaal.
Nadien is het verhaal nog talloze keren bewerkt voor film en toneel, maar doorgaans vertellen deze alleen de eerste helft van het boek.